# N.E.C. in het seizoen 2025/26
|               | Eredivisie | KNVB beker | Totaal |
| ------------- | ---------- | ---------- | ------ |
| Wedstrijden   | 2          | 0          | 2      |
| Gewonnen      | 2          | 0          | 2      |
| Gelijk        | 0          | 0          | 0      |
| Verloren      | 0          | 0          | 0      |
| Thuis         | 1          | 0          | 1      |
| Uit           | 1          | 0          | 1      |
| Gele kaarten  | 3          | 0          | 3      |
| 2× gele kaart | 0          | 0          | 0      |
| Rode kaarten  | 0          | 0          | 0      |
| Doelsaldo     | +8         | 0          | +8     |
| voor          | 9          | 0          | 9      |
| tegen         | 1          | 0          | 1      |
| ‘De Nul’      | 1          | 0          | 1      |

N.E.C. kwam in het seizoen 2025/26 voor het vijfde achtereenvolgende seizoen in de Eredivisie, na de promotie uit de Eerste divisie in 2021. Daarnaast komt de ploeg uit in de KNVB Beker.

## Seizoenssamenvatting

### Maart
- Op 7 maart maakte N.E.C. bekend dat het na vijf seizoenen afscheid zou nemen van Rogier Meijer als hoofdtrainer.
- Op 28 maart tekende Yousri Sbai zijn eerste profcontract bij N.E.C.
- Op 31 maart maakte N.E.C. bekend dat het afscheid zou nemen van Rijk Janse, Kas de Wit, Omar Mohamedhoesein, Kevin Kers, Lasse Schöne en Lefteris Lyratzis. Iván Márquez had een koopoptie in zijn contract, maar daarvoor had N.E.C. nog tot juni de tijd om te beslissen.

### April
- Op 22 april werd bekend dat Dick Schreuder de nieuwe hoofdtrainer van N.E.C. zou worden.

### Mei
- Op 27 mei maakte Fortuna Sittard bekend dat keeperstrainer Marco van Duin de overstap zou maken van N.E.C. naar Limburg.
- Op 27 mei maakte Schreuder zijn technische staf bekend: oud-NEC-speler Nick van der Velden, Haris Međunjanin, Ahmed Abdullah en Anton Scheutjens. Er werd afscheid genomen van Mark Otten, terwijl het contract van teammanager Muslu Nalbantoğlu wel werd verlengd.
- Op 29 mei werd bekend dat Rini Coolen de directie kwam versterken. Hij ging zich richten op de jeugdopleiding en de bredere technische organisatie, zodat Carlos Aalbers zich volledig kon focussen op het eerste elftal, het aan- en verkoopbeleid en scouting.

### Juni
- Op 1 juni werd bekend dat assistent-trainer Stefan Maletić aan de slag ging als hoofdtrainer van het onder 21-elftal van de FC Twente / Heracles Academie.
- Op 10 juni maakte N.E.C. en Red Bull Salzburg bekend dat de Oostenrijkse topclub Kento Shiogai niet zou overnemen, nadat bij hem een blessure werd ontdekt bij de medische keuring. Er zou naar verluidt een bedrag van 4,5 miljoen bij gemoeid zijn.
- Op 11 juni presenteerde N.E.C. de eerste twee nieuwe spelers van het seizoen. Gonzalo Crettaz en Youssef El Kachati werden beide transfervrij overgenomen van CD Castellón, de oude club van nieuwe trainer Dick Schreuder, en Telstar, dat afgelopen seizoen promoveerde naar de Eredivisie. Ze tekenden beide een contract voor drie seizoenen tot de zomer van 2028.
- Op 12 juni kondigde N.E.C. aan dat Virgil Misidjan een contract voor één seizoen had getekend, met een optie voor nog een seizoen. Hij kwam over van het Hongaarse Ferencváros.
- Op 15 juni kondigde N.E.C. de terugkeer aan van Tjaronn Chery, na één seizoen bij Royal Antwerp. Hij tekende in Nijmegen een contract voor drie seizoenen.
- Op 25 juni staat de eerste training van het nieuwe seizoen op het programma.
- Op 26 juni werd Jetro Willems gepresenteerd als nieuwe aanwinst. De verdediger kwam transfervrij over van het Spaanse CD Castellón en tekende een contract voor één jaar.
- Op 28 juni was de fandag van N.E.C. Daarin werd aangekondigd dat N.E.C. het Goffertstadion had overgekocht van de gemeente Nijmegen. Bovendien presenteerde het wegens een 125-jarig bestaan van de club zes shirts voor dat seizoen, drie thuis- en drie uitshirts, die elk gedragen zouden worden dit seizoen. Elk shirt komt van een ander tijdperk uit de geschiedenis van de club en alle zes de clublogo's uit de geschiedenis is op een van de shirts te zien. Op dezelfde dag werd bovendien bekend dat Rijk Janse toch had bijgetekend.

### Juli
- Op 2 juli werd bekend dat afzwaaiend hoofdtrainer Rogier Meijer als assistent-trainer van Erik ten Hag bij de Duitse topclub Bayer 04 Leverkusen.
- Op 5 juli speelde N.E.C. de eerste oefenwedstrijd tegen Sportfreunde Lotte. Dat werd met 2-1 verslagen door doelpunten van Tjaronn Chery en Kento Shiogai.
- Op 8 juli tekende Sam de Laat zijn eerste profcontract voor N.E.C., voor twee seizoenen.
- Op 11 juli oefende N.E.C. tegen de amateurs van Sportclub N.E.C. De amateurtak van de Nijmeegse club werd met een recorduitslag verpulverd: het werd 27-0. Doelpunten werden gemaakt door Bryan Linssen, Kento Shiogai (beide vier), Tjaronn Chery (drie), Vito van Crooij, Argyris Darelas, Koki Ogawa, Sontje Hansen (beide twee), Sami Ouaissa, Virgil Misidjan, Dirk Proper, Yousri Sbai, Thomas Ouwejan, Sam de Laat en twee eigen goals van SV N.E.C.
- Een dag later speelde N.E.C. een oefenwedstrijd tegen Kaizer Chiefs. N.E.C. won met 1-0 door een goal van Koki Ogawa.
- Op 19 juli speelde N.E.C. tegen FC Groningen, dat met 2-1 werd verslagen door doelpunten van Kento Shiogai en Koki Ogawa. Brynjólfur Willumsson scoorde namens Groningen.
- Op 23 juli speelde N.E.C. een oefenwedstrijd tegen De Treffers uit Groesbeek. Die wedstrijd werd met 0-3 gewonnen, door goals van Rober González, Koki Ogawa en Başar Önal.
- Op 26 juli oefende N.E.C. tegen PAOK Saloniki, dat met 2-3 won door goals van Andrija Živković, Giannis Konstantelias en Taison. N.E.C scoorde via Tjaronn Chery en Mees Hoedemakers.

### Augustus
- Op 1 augustus maakte N.E.C. bekend dat Robin Roefs voor een recordbedrag van 10.5 miljoen euro naar Sunderland vertrok. Diezelfde dag werd Jasper Cillessen transfervrij aangetrokken als vervanger.
- Op 1 augustus speelt N.E.C. tegen VVCS in het Goffertstadion. N.E.C. won met 7-2, door goals van Virgil Misidjan, Koki Ogawa (beide twee), Sontje Hansen, Youssef El Kachati en een eigen doelpunt van VVCS.
- Op 2 augustus sloot N.E.C. de voorbereiding af met een 3-1 overwinning op Blackburn Rovers. Tjaronn Chery (twee) en Kento Shiogai waren verantwoordelijk voor de doelpunten.
- Op 6 augustus maakte N.E.C. bekend dat het Mees Hoedemakers had verkocht aan Viborg FF.
- Op zaterdag 9 augustus begon N.E.C. het nieuwe Eredivisieseizoen met een thuiswedstrijd tegen promovendus Excelsior. Het won met 5-0 door doelpunten van Koki Ogawa (2x), Dirk Proper, Bryan Linssen en Tjaronn Chery.
- Op 13 augustus maakte N.E.C. bekend Sontje Hansen voor 3,5 miljoen euro exclusief bonussen de overstap maakte naar Middlesbrough.
- Op zaterdag 16 augustus speelde N.E.C. de eerste uitwedstrijd van het seizoen tegen Heracles Almelo. Jizz Hornkamp opende de score, maar pakte ook rood, waarna N.E.C. met 1-4 won door goals van Kento Shiogai (2x), Bryan Linssen en Philippe Sandler.
- Op 19 augustus maakte N.E.C. bekend dat het aflopende contract van Dirk Proper met één seizoen was verlengd.
- Op zondag 24 augustus ontvangt N.E.C. in eigen huis NAC Breda
- Op zaterdag 31 augustus reist N.E.C. af naar Limburg voor de uitwedstrijd tegen Fortuna Sittard

### September
- Op zaterdag 13 september komt landskampioen PSV op bezoek in de Goffert.
- Op zondag 21 september speelt N.E.C. een uitwedstrijd tegen Sc Heerenveen.
- Op zondag 28 september is AZ de tegenstander in het Goffertstadion.

### Oktober
- Op zondag 5 oktober speelt N.E.C. een uitwedstrijd tegen bekerhouder Go Ahead Eagles.
- Op zondag 19 oktober ontvangt N.E.C in eigen huis FC Twente.
- Op zaterdag 25 oktober maakt N.E.C. de Overijsselse maand compleet door af te reizen naar Zwolle voor de uitwedstrijd met PEC Zwolle.

### November
- Op zondag 2 november speelt N.E.C. uit tegen FC Utrecht.
- Op zondag 9 november is FC Groningen de tegenstander in de Goffert.

## Selectie 2025/26
| Nr.           | Nat.                                            | Naam               | Leeftijd | Duels N.E.C. | Duels N.E.C. | Hele carrière | Hele carrière | Contract tot | Seizoen bij NEC |
| Nr.           | Nat.                                            | Naam               | Leeftijd | W            |              | W             |               | Contract tot | Seizoen bij NEC |
| Keepers       | Keepers                                         | Keepers            | Keepers  | Keepers      | Keepers      | Keepers       | Keepers       | Keepers      | Keepers         |
| ------------- | ----------------------------------------------- | ------------------ | -------- | ------------ | ------------ | ------------- | ------------- | ------------ | --------------- |
| 1             | Vlag van Argentinië · Vlag van Spanje           | Gonzalo Crettaz    | 25 jaar  | 2            | 0            | 174           | 0             | 2028         | 1e              |
| 22            | Vlag van Nederland                              | Jasper Cillessen   | 36 jaar  | 100          | 0            | 359           | 0             | 2026         | 5e              |
| 31            | Vlag van Nederland                              | Rijk Janse         | 21 jaar  | 0            | 0            | 0             | 0             | 2026 (+1)    | 4e              |
| Verdedigers   |                                                 |                    |          |              |              |               |               |              |                 |
| 2             | Vlag van Frankrijk · Vlag van Congo-Brazzaville | Brayann Pereira    | 22 jaar  | 53           | 3            | 86            | 3             | 2027         | 3e              |
| 3             | Vlag van Nederland · Vlag van Verenigde Staten  | Philippe Sandler   | 28 jaar  | 74           | 2            | 124           | 3             | 2029         | 4e              |
| 5             | Vlag van Nederland                              | Thomas Ouwejan     | 28 jaar  | 31           | 2            | 233           | 9             | 2027         | 2e              |
| 15            | Vlag van Nederland                              | Jetro Willems      | 31 jaar  | 0            | 0            | 360           | 16            | 2026 (+1)    | 1e              |
| 17            | Vlag van Nederland                              | Bram Nuytinck      | 35 jaar  | 139          | 3            | 458           | 16            | 2026         | 7e              |
| 24            | Vlag van Indonesië · Vlag van Nederland         | Calvin Verdonk     | 28 jaar  | 163          | 8            | 240           | 10            | 2028         | 6e              |
| 33            | Vlag van Nederland                              | Yousri Sbai        | 20 jaar  | 3            | 0            | 3             | 0             | 2026 (+1)    | 2e              |
| Middenvelders |                                                 |                    |          |              |              |               |               |              |                 |
| 8             | Vlag van Griekenland                            | Argyris Darelas    | 21 jaar  | 5            | 0            | 56            | 15            | 2026 (+2)    | 2e              |
| 10            | Vlag van Suriname · Vlag van Nederland          | Tjaronn Chery      | 37 jaar  | 20           | 7            | 644           | 157           | 2028         | 2e              |
| 14            | Vlag van Noorwegen                              | Lars Olden Larsen  | 27 jaar  | 33           | 1            | 205           | 40            | 2027         | 3e              |
| 23            | Vlag van Japan                                  | Kodai Sano         | 21 jaar  | 61           | 9            | 111           | 14            | 2028         | 3e              |
| 25            | Vlag van Nederland · Vlag van Marokko           | Sami Ouaissa       | 20 jaar  | 38           | 7            | 92            | 13            | 2028         | 2e              |
| 35            | Vlag van Nederland                              | Sam de Laat        | 19 jaar  | 1            | 0            | 1             | 0             | 2027         | 1e              |
| 71            | Vlag van Nederland                              | Dirk Proper        | 23 jaar  | 161          | 12           | 161           | 12            | 2027         | 7e              |
| Aanvallers    |                                                 |                    |          |              |              |               |               |              |                 |
| 7             | Vlag van Suriname · Vlag van Nederland          | Virgil Misidjan    | 31 jaar  | 2            | 0            | 414           | 81            | 2026 (+1)    | 1e              |
| 9             | Vlag van Japan                                  | Kento Shiogai      | 20 jaar  | 29           | 7            | 36            | 8             | 2028         | 2e              |
| 11            | Vlag van Turkije · Vlag van Nederland           | Başar Önal         | 21 jaar  | 38           | 1            | 120           | 20            | 2028         | 2e              |
| 18            | Vlag van Japan                                  | Koki Ogawa         | 27 jaar  | 65           | 26           | 240           | 86            | 2027         | 3e              |
| 21            | Vlag van Spanje                                 | Rober González     | 24 jaar  | 56           | 12           | 253           | 57            | 2027         | 3e              |
| 30            | Vlag van Nederland                              | Bryan Linssen      | 35 jaar  | 18           | 6            | 542           | 157           | 2026         | 2e              |
| 32            | Vlag van Nederland                              | Vito van Crooij    | 29 jaar  | 29           | 10           | 365           | 82            | 2027         | 2e              |
| 34            | Vlag van Marokko · Vlag van Nederland           | Youssef El Kachati | 25 jaar  | 2            | 0            | 47            | 25            | 2028         | 1e              |

### Legenda
| # | Reden                                          |
| - | ---------------------------------------------- |
|   | Heeft de club in het lopende seizoen verlaten. |
|   | Heeft de club op huurbasis verlaten.           |

## Transfers

### Aangetrokken
| Nat.                                   | Nr. | Naam               | Van              | Type          | Tot       | Transfersom | Periode |
| -------------------------------------- | --- | ------------------ | ---------------- | ------------- | --------- | ----------- | ------- |
| Vlag van Spanje                        | 20  | Rober González     | Racing Santander | Werd verhuurd | 2027      | n.v.t.      | Zomer   |
| Vlag van Argentinië · Vlag van Spanje  | 16  | Gonzalo Crettaz    | CD Castellón     | Transfervrij  | 2028      | n.v.t.      | Zomer   |
| Vlag van Marokko · Vlag van Nederland  | 34  | Youssef El Kachati | Telstar          | Transfervrij  | 2028      | n.v.t.      | Zomer   |
| Vlag van Suriname · Vlag van Nederland | 7   | Virgil Misidjan    | Ferencváros      | Transfer      | 2026 (+1) | n.n.b.      | Zomer   |
| Vlag van Suriname · Vlag van Nederland | 9   | Tjaronn Chery      | Royal Antwerp    | Transfer      | 2028      | n.n.b.      | Zomer   |
| Vlag van Nederland · Vlag van Curaçao  | 15  | Jetro Willems      | CD Castellón     | Transfervrij  | 2026 (+1) | n.v.t.      | Zomer   |
| Vlag van Nederland                     | 1   | Jasper Cillessen   | UD Las Palmas    | Transfervrij  | 2026      | n.v.t.      | Zomer   |

### Vertrokken
| Nat.                 | Nr. | Naam              | Wedst | Goals | Naar                | Type         | Som         | Periode |
| -------------------- | --- | ----------------- | ----- | ----- | ------------------- | ------------ | ----------- | ------- |
| Vlag van Spanje      | 4   | Iván Márquez      | 98    | 5     | 1. FC Nürnberg      | Einde huur   | n.v.t.      | Zomer   |
| Vlag van Griekenland | 19  | Lefteris Lyratzis | 18    | 0     | PAOK Saloniki       | Einde huur   | n.v.t.      | Zomer   |
| Vlag van Denemarken  | 20  | Lasse Schöne      | 240   | 37    | n.v.t.              | Gestopt      | n.v.t.      | Zomer   |
| Vlag van Nederland   | 29  | Kas de Wit        | 0     | 0     | TOP Oss             | Transfervrij | n.v.t.      | Zomer   |
| Vlag van Nederland   | 1   | Stijn van Gassel  | 4     | 0     | Excelsior Rotterdam | Transfer     | €450.000    | Zomer   |
| Vlag van Nederland   | 16  | Robin Roefs       | 42    | 0     | Sunderland          | Transfer     | €10.500.000 | Zomer   |
| Vlag van Nederland   | 6   | Mees Hoedemakers  | 66    | 2     | Viborg FF           | Transfer     | n.n.b.      | Zomer   |
| Vlag van Nederland   | 10  | Sontje Hansen     | 73    | 13    | Middlesbrough       | Transfer     | €3.500.000  | Zomer   |

## Technische staf
| Naam                | Functie                   |
| ------------------- | ------------------------- |
| Dick Schreuder      | Hoofdtrainer              |
| Haris Međunjanin    | Assistent-trainer         |
| Nick van der Velden | Assistent-trainer         |
| Ahmed Abdulla       | Assistent-trainer         |
| Anton Scheutjens    | Keeperstrainer            |
| Muslu Nalbantoğlu   | Teammanager               |
| Jeroen Mooren       | Clubarts                  |
| Han Tijshen         | Hoofd medische zaken      |
| Robin Huntjens      | Manager Data en Innovatie |
| Cris Soler          | Performance manager       |
| Martijn Hoekstra    | Fysiek trainer            |
| Reinier Looij       | Fysiotherapeut            |
| Wouter van Ewijk    | Fysiotherapeut            |
| Tjeerd Miltenburg   | Sportmasseur              |
| Niek Hoogveld       | Voedingsdeskundige        |
| Dave Kelders        | Materiaalman              |

## Oefenwedstrijden
| Datum           | Tijdstip | Thuis        | Uitslag | Uit                | Doelpuntenmakers | Bijzonderheden                                                                                                | Locatie                            | Opstelling N.E.C. |
| --------------- | -------- | ------------ | ------- | ------------------ | --- | --- | ---------------------------------- | --- |
| 5 juli 2025     | 14:00    | N.E.C.       | 2 – 1   | Sportfreunde Lotte | 77' Chery 1-0, 80' 1-1, 90' Shiogai 2-1 | Crettaz, Willems en El Kachati maakten hun debuut, jeugdspelers Entius, De Laat en Nieuwenhuijs speelden mee. | Sportpark de Passelegt, Overasselt | Entius (46' Crettaz); Sbai (46' Pereira), Hoedemakers (46' Darelas), Ouwejan (46' Willems); Ouaissa (46' Hansen, 78' Önal), Olden Larsen (46' Proper), El Kachati (46' De Laat), Van Crooij (46' Misidjan), Önal (46' Nieuwenhuijs); Linssen (46' Shiogai), Ogawa (46' Chery).                             |
| 11 juli 2025    | 17:00    | SC N.E.C.    | 0 - 27  | N.E.C.             | 6′ 1-0, Chery, 9′ 2-0 Ouaissa, 10′ 3-0 Misidjan, 13′ 4-0, Eigen goal, 20′ 5-0, Linssen, 25′ 6-0, Chery, 28′ 7-0, Van Crooij, 29′ 8-0, Chery, 31′ 9-0, Van Crooij, 33′ 10-0, Linssen, 34′ 11-0, Linssen, 40′ 12-0, Linssen, 48′ 13-0, Shiogai, 50′ 14-0, Proper, 54′ 15-0, Sbai, 59′ 16-0, Ouwejan, 60′ 17-0, Eigen goal, 63′ 18-0, Shiogai, 64′ 19-0, Darelas, 69′ 20-0, Ogawa, 71′ 21-0, Hansen, 76′ 22-0, Ogawa, 78′ 23-0, Darelas, 80′ 24-0, Hansen, 85′ 25-0, Shiogai, 88′ 26-0, De Laat, 90, 27-0, Shiogai | Jeugdspelers Overmars, Entius, Nieuwenhuijs en De Laat speelden mee.                                          | De Eendracht, Nijmegen             | Overmars (46' Entius); Pereira (46' Sbai), Hoedemakers (46' Darelas), Willems (46' Ouwejan); Ouaissa (46' Nieuwenhuijs), González (46' Proper), Olden Larsen (46' De Laat), Misidjan (46' Önal); Chery (46' Hansen), Linssen (46' Ogawa), Van Crooij (46' Shiogai).                                        |
| 12 juli 2025    | 16:00    | N.E.C.       | 1 - 0   | Kaizer Chiefs      | 71' Ogawa 1-0 | Jeugdspelers De Laat en Nieuwenhuijs speelden mee.                                                            | Sportpark de Passelegt, Overasselt | Crettaz; Willems (46' Pereira), Sandler (46' Darelas), Verdonk (46' Ouwejan); Ouaissa (46' Hansen), Sano (46' Proper), De Laat (46' Hoedemakers), Önal (46' Nieuwenhuijs, 66' Ogawa); Chery (46' Van Crooij), Linssen (46' Shiogai), González, (46' Olden Larsen).                                         |
| 19 juli 2025    | 14:00    | FC Groningen | 1 - 2   | N.E.C.             | 15' Shiogai 0-1, 90' Willumsson 1-1, 97' Ogawa | Jeugdspeler De Laat speelde mee.                                                                              | Sportpark Boerbos, Rolde           | Crettaz (60' Roefs); Darelas (60' Pereira), Willems (60' Hoedemakers), Verdonk (60' Ouwejan); Önal (60' Hansen, 91' Sbai), Proper (60' González), Sano (60' Olden Larsen), Chery (60' Misidjan, 91' De Laat), Ouaissa (60' El Kachati); Linssen (60' Ogawa), Shiogai (60' Van Crooij).                     |
| 23 juli 2025    | 19:00    | De Treffers  | 0 - 3   | N.E.C.             | 7' Gonzalez 0-1, 66' Ogawa 0-2, 88' Önal 0-3 | Jeugdspelers Entius en De Laat deden mee.                                                                     | Sportpark Zuid, Groesbeek          | Roefs (46' Entius); Pereira (46' Sbai), Darelas (46' Verdonk), Willems (46' Ouwejan); Ouaissa (46' Hansen), Sano (46' Proper), Hoedemakers (46' Van Crooij), Misidjan (46' Önal); Chery (46' Ogawa), El Kachati (46' Shiogai), González (46' Linssen, 56' De Laat).                                        |
| 26 juli 2025    | 14:00    | N.E.C.       | 2 - 3   | PAOK Saloniki      | 9' Živković 0-1, 19' Chery 1-1, 48' Konstantelias 1-2, 63' Hoedemakers 2-2, 83' Taison | Jeugdspelers De Laat en Nieuwenhuijs speelden mee.                                                            | De Eendracht, Nijmegen             | Roefs (60' Crettaz); Pereira (60' Sbai), Sandler (30' Hoedemakers, 80' Darelas), Willems (60' Ouwejan); Ouaissa (60' Hansen), Proper (60' Olden Larsen, 104' De Laat), Sano (60' Van Crooij, 104' Nieuwenhuijs), Önal (46' Misidjan); Chery (60' González), Linssen (60' El Kachati); Ogawa (60' Shiogai). |
| 1 augustus 2025 | 14:00    | N.E.C.       | 7 - 2   | VVCS               | Misidjan (2x), Ogawa (2x), Hansen, El Kachati, eigen goal | Jeugdspelers Entius, De Laat en Nieuwenhuijs speelden mee.                                                    | De Eendracht, Nijmegen             | Entius; Darelas, Hoedemakers (60' Sbai), Ouwejan; Gonzalez, De Laat (60' Nieuwenhuijs), Olden Larsen, Misidjan; Hansen, Ogawa, El Kachati. |
| 2 augustus 2025 | 16:00    | N.E.C.       | 3-1     | Blackburn Rovers   | 22′ 1-0, Chery, 38′ 2-0, Chery, 52′ 2-1, Kargbo, 72′ 3-1, Shiogai | Jeugdspelers Nieuwenhuijs en De Laat speelden mee                                                             | Goffertstadion, Nijmegen           | Crettaz; Pereira, Sandler (62′ Sbai), Verdonk; Ouaissa (78′ Nieuwenhuijs), Proper, Sano, Önal; Chery (62′ De Laat); Linssen, Shiogai (78′ El Kachati). |

## Eredivisie
|                                                                              |                                                                                                  |               | | |
| Speelronde 1 9 augustus 2024, 16:30 uur                                      | N.E.C.                                                                                           | 5 - 0 (1 - 0) | Excelsior | : Tjaronn Chery |
| Goffertstadion, Nijmegen Toeschouwers: 12.650 Scheidsrechter: Danny Makkelie | Dirk Proper 14' Başar Önal 44' Koki Ogawa 52' Koki Ogawa 59' Bryan Linssen 67' Tjaronn Chery 82' |               | '16 Adam Carlén                                                                                              | Basisopstelling NEC: Gonzalo Crettaz; Brayann Pereira, Philippe Sandler 77' ( Sam de Laat), Calvin Verdonk; Sami Ouaissa, Dirk Proper, Kodai Sano, Başar Önal 71' ( Virgil Misidjan); Tjaronn Chery 83' ( Vito van Crooij), Bryan Linssen 71' ( Rober González); Koki Ogawa 77' ( Youssef El Kachati). Reservebank: Jasper Cillessen, Freek Entius, Yousri Sbai, Thomas Ouwejan, Lars Olden Larsen, Argyris Darelas, Sontje Hansen.  |
| Afwezig: Jetro Willems , Bram Nuytinck , Kento Shiogai (ziek).               |                                                                                                  |               | | |
| Speelronde 2 16 augustus 2024, 20:00 uur                                     | Heracles Almelo                                                                                  | 1 - 4 (1 - 1) | N.E.C. | : Tjaronn Chery |
| Goffertstadion, Nijmegen Toeschouwers: 11.905 Scheidsrechter: Alex Bos       | Jizz Hornkamp 3' Jizz Hornkamp 13' Jan Žambůrek 32' Sem Scheperman 68'                           |               | '16 Bryan Linssen '39 Bryan Linssen '68 Philippe Sandler '83 Kento Shiogai '87 Kento Shiogai '90 Dirk Proper | Basisopstelling NEC: Gonzalo Crettaz; Brayann Pereira 29' ( Youssef El Kachati), Philippe Sandler 90' ( Yousri Sbai), Calvin Verdonk; Sami Ouaissa, Dirk Proper, Kodai Sano, Başar Önal 69' ( Virgil Misidjan); Tjaronn Chery, Bryan Linssen 69' ( Vito van Crooij); Koki Ogawa 69' ( Kento Shiogai). Reservebank: Jasper Cillessen, Jetro Willems, Thomas Ouwejan, Lars Olden Larsen, Argyris Darelas, Rober González, Sam de Laat. |
| Afwezig: Bram Nuytinck .                                                     |                                                                                                  |               | | |

## Clubstatistieken

### Stand, punten en doelpunten per speelronde
| Speelronde              | 3  | 1              | 2              | 4              | 5              | 6              | 7              | 8              | 9              | 10             | 11             | 12             | 13             | 14             | 15             | 16             | 17             | 18             | 19             | 20             | 21             | 22             | 23             | 24             | 25             | 26             | 27             | 28             | 29             | 30             | 31             | 32             | 33             | 34             |
| ----------------------- | -- | -------------- | -------------- | -------------- | -------------- | -------------- | -------------- | -------------- | -------------- | -------------- | -------------- | -------------- | -------------- | -------------- | -------------- | -------------- | -------------- | -------------- | -------------- | -------------- | -------------- | -------------- | -------------- | -------------- | -------------- | -------------- | -------------- | -------------- | -------------- | -------------- | -------------- | -------------- | -------------- | -------------- |
| Trainer                 |    | Dick Schreuder | Dick Schreuder | Dick Schreuder | Dick Schreuder | Dick Schreuder | Dick Schreuder | Dick Schreuder | Dick Schreuder | Dick Schreuder | Dick Schreuder | Dick Schreuder | Dick Schreuder | Dick Schreuder | Dick Schreuder | Dick Schreuder | Dick Schreuder | Dick Schreuder | Dick Schreuder | Dick Schreuder | Dick Schreuder | Dick Schreuder | Dick Schreuder | Dick Schreuder | Dick Schreuder | Dick Schreuder | Dick Schreuder | Dick Schreuder | Dick Schreuder | Dick Schreuder | Dick Schreuder | Dick Schreuder | Dick Schreuder | Dick Schreuder |
| Punten per speelronde   | 3  | 3              |                |                |                |                |                |                |                |                |                |                |                |                |                |                |                |                |                |                |                |                |                |                |                |                |                |                |                |                |                |                |                |                |
| Punten na speelronde    | 3  | 3              |                |                |                |                |                |                |                |                |                |                |                |                |                |                |                |                |                |                |                |                |                |                |                |                |                |                |                |                |                |                |                |                |
| Stand na speelronde     | 2e | 2e             |                |                |                |                |                |                |                |                |                |                |                |                |                |                |                |                |                |                |                |                |                |                |                |                |                |                |                |                |                |                |                |                |
| Goals per speelronde    | 5  | 4              |                |                |                |                |                |                |                |                |                |                |                |                |                |                |                |                |                |                |                |                |                |                |                |                |                |                |                |                |                |                |                |                |
| Goals na speelronde     | 5  | 9              |                |                |                |                |                |                |                |                |                |                |                |                |                |                |                |                |                |                |                |                |                |                |                |                |                |                |                |                |                |                |                |                |
| Doelsaldo na speelronde | +5 | +8             |                |                |                |                |                |                |                |                |                |                |                |                |                |                |                |                |                |                |                |                |                |                |                |                |                |                |                |                |                |                |                |                |

### Thuis/uit-verhouding
|               | AJA | AZ | EXC | FEY | FOR | GAE | GRO | HEE | HER | NAC | PEC | PSV | SPA | TEL | TWE | UTR | VOL | Gem. | Totaal |
| ------------- | --- | -- | --- | --- | --- | --- | --- | --- | --- | --- | --- | --- | --- | --- | --- | --- | --- | ---- | ------ |
| Uitslag thuis |     |    | 5-0 |     |     |     |     |     |     |     |     |     |     |     |     |     |     | 5-0  | 5-0    |
| Uitslag uit   |     |    |     |     |     |     |     |     | 1-4 |     |     |     |     |     |     |     |     | 1-4  | 1-4    |
| Punten thuis  |     |    | 3   |     |     |     |     |     |     |     |     |     |     |     |     |     |     | 3    | 3      |
| Punten uit    |     |    |     |     |     |     |     |     | 3   |     |     |     |     |     |     |     |     | 3    | 3      |
| Punten totaal |     |    | 3   |     |     |     |     |     | 3   |     |     |     |     |     |     |     |     | 3    | 6      |

### Toeschouwers
| Ronde | Tegenstander | Toeschouwers | Totaal Toeschouwers | Gemiddeld |
| 01    | Excelsior    | 12.650       | 12.650              | 12.650    |
|       |              |              |                     |           |
|       |              |              |                     |           |
|       |              |              |                     |           |
|       |              |              |                     |           |
|       |              |              |                     |           |
|       |              |              |                     |           |
|       |              |              |                     |           |
|       |              |              |                     |           |
|       |              |              |                     |           |
|       |              |              |                     |           |
|       |              |              |                     |           |
|       |              |              |                     |           |
|       |              |              |                     |           |
|       |              |              |                     |           |
|       |              |              |                     |           |
|       |              |              |                     |           |

## Spelersstatistieken

### Wedstrijden
| Nr. | Speler             | Eredivisie | KNVB Beker | Totaal | Speelminuten |
| --- | ------------------ | ---------- | ---------- | ------ | ------------ |
| 1   | Calvin Verdonk     | 2          | 0          | 2      | 180          |
| 2   | Sami Ouaissa       | 2          | 0          | 2      | 180          |
| 3   | Gonzalo Crettaz    | 2          | 0          | 2      | 180          |
| 4   | Kodai Sano         | 2          | 0          | 2      | 180          |
| 5   | Dirk Proper        | 2          | 0          | 2      | 180          |
| 6   | Tjaronn Chery      | 2          | 0          | 2      | 173          |
| 7   | Philippe Sandler   | 2          | 0          | 2      | 167          |
| 8   | Koki Ogawa         | 2          | 0          | 2      | 146          |
| 9   | Başar Önal         | 2          | 0          | 2      | 140          |
| 10  | Bryan Linssen      | 2          | 0          | 2      | 140          |
| 11  | Brayann Pereira    | 2          | 0          | 2      | 119          |
| 12  | Youssef El Kachati | 2          | 0          | 2      | 74           |
| 13  | Virgil Misidjan    | 2          | 0          | 2      | 40           |
| 14  | Vito van Crooij    | 2          | 0          | 2      | 28           |
| 15  | Kento Shiogai      | 1          | 0          | 1      | 21           |
| 16  | Rober González     | 1          | 0          | 1      | 19           |
| 17  | Sam de Laat        | 1          | 0          | 1      | 13           |
| 18  | Yousri Sbai        | 1          | 0          | 1      | 1            |
| 19  | Jetro Willems      | 0          | 0          | 0      | 0            |
| 20  | Thomas Ouwejan     | 0          | 0          | 0      | 0            |
| 21  | Bram Nuytinck      | 0          | 0          | 0      | 0            |
| 22  | Lars Olden Larsen  | 0          | 0          | 0      | 0            |
| 23  | Argyris Darelas    | 0          | 0          | 0      | 0            |
| 24  | Jasper Cillessen   | 0          | 0          | 0      | 0            |
|     | Totaal             | 2          | 0          | 2      | 180          |

### Clubtopscorers 2025/26
| #  | Naam               | Doelpunten  | Doelpunten | Doelpunten | Assists     | Assists    | Assists |
| #  | Naam               | Eredi-visie | KNVB Beker | Totaal     | Eredi-visie | KNVB Beker | Totaal  |
| -- | ------------------ | ----------- | ---------- | ---------- | ----------- | ---------- | ------- |
| 1. | Bryan Linssen      | 2           | 0          | 2          | 1           | 0          | 1       |
| 2. | Koki Ogawa         | 2           | 0          | 2          | 0           | 0          | 0       |
| 3. | Kento Shiogai      | 2           | 0          | 2          | 0           | 0          | 0       |
| 4. | Tjaronn Chery      | 1           | 0          | 1          | 2           | 0          | 2       |
| 5. | Philippe Sandler   | 1           | 0          | 1          | 1           | 0          | 1       |
| 6. | Dirk Proper        | 1           | 0          | 1          | 0           | 0          | 0       |
| 7. | Başar Önal         | 0           | 0          | 0          | 2           | 0          | 2       |
| 8. | Youssef El Kachati | 0           | 0          | 0          | 1           | 0          | 1       |

### Overzicht kaarten en schorsingen
| Speler        | Wed | Ere | Bek | PO | Vor | Totaal aantal gele kaart(en) | Twee gele kaarten in 1 wedstrijd aan dezelfde speler | Rode kaart |
| ------------- | --- | --- | --- | -- | --- | ---------------------------- | ---------------------------------------------------- | ---------- |
| Başar Önal    | 2   | 1   | 0   | 0  | 0   | 1                            | 0                                                    | 0          |
| Dirk Proper   | 2   | 1   | 0   | 0  | 0   | 1                            | 0                                                    | 0          |
| Bryan Linssen | 2   | 1   | 0   | 0  | 0   | 1                            | 0                                                    | 0          |
| Totaal        | 2   | 3   | 0   | 0  | 0   | 3                            | 0                                                    | 0          |

### Topscorers oefenwedstrijden
| Nr.    | Naam               | Goals |
| ------ | ------------------ | ----- |
| 1.     | Tjaronn Chery      | 7     |
| 1.     | Koki Ogawa         | 7     |
| 1.     | Kento Shiogai      | 7     |
| 4.     | Bryan Linssen      | 4     |
| 5.     | Virgil Misidjan    | 3     |
| 5.     | Sontje Hansen      | 3     |
| 5.     | Eigen doelpunten   | 3     |
| 8.     | Argyris Darelas    | 2     |
| 8.     | Vito van Crooij    | 2     |
| 10.    | Youssef El Kachati | 1     |
| 10.    | Rober González     | 1     |
| 10.    | Mees Hoedemakers   | 1     |
| 10.    | Sam de Laat        | 1     |
| 10.    | Başar Önal         | 1     |
| 10.    | Sami Ouaissa       | 1     |
| 10.    | Thomas Ouwejan     | 1     |
| 10.    | Dirk Proper        | 1     |
| 10.    | Yousri Sbai        | 1     |
| Totaal | Totaal             | 47    |

1 Crettaz ·
2 Pereira ·
3 Sandler ·
5 Ouwejan ·
7 Misidjan ·
8 Darelas ·
9 Shiogai ·
10 Chery  ·
11 Önal ·
14 Olden Larsen ·
15 Willems ·
17 Nuytinck ·
18 Ogawa ·
21 González ·
22 Cillessen ·
23 Sano ·
24 Verdonk ·
25 Ouaissa ·
26 Nieuwenhuijs ·
30 Linssen ·
32 Van Crooij ·
33 Sbai ·
34 El Kachati ·
35 De Laat ·
36 Entius ·
71 Proper ·
Coach: Schreuder
· Assistent-coach: Abdulla
· Assistent-coach: Međunjanin
· Assistent-coach: Van der Velden
· Keeperstrainer: Scheutjens
Ajax ·
Almere City FC ·
AZ · 
Feyenoord ·
Fortuna Sittard ·
Go Ahead Eagles ·
FC Groningen ·
sc Heerenveen ·
Heracles Almelo ·
NAC Breda ·
N.E.C. ·
PEC Zwolle ·
PSV ·
RKC Waalwijk ·
Sparta Rotterdam ·
FC Twente ·
FC Utrecht ·
Willem II